# Uloborus ater
Uloborus ater is een spinnensoort in de taxonomische indeling van de wielwebkaardespinnen (Uloboridae).
Het dier behoort tot het geslacht Uloborus. De wetenschappelijke naam van de soort werd voor het eerst geldig gepubliceerd in 1917 door Cândido Firmino de Mello-Leitão.